# Scuola militare aeronautica Giulio Douhet

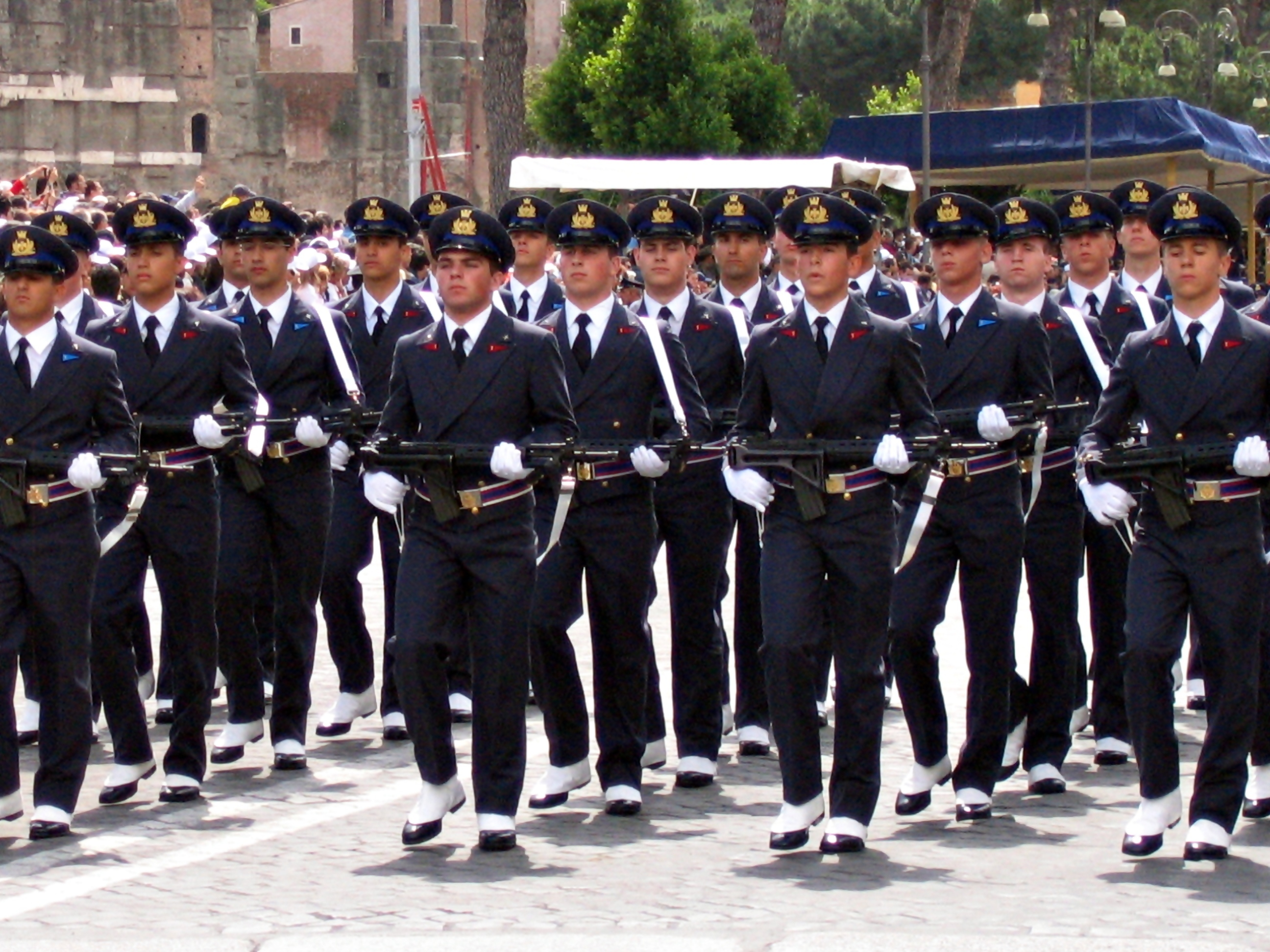
Gli allievi in parata sui Fori Imperiali il 2 giugno 2007.

La Scuola militare aeronautica "Giulio Douhet" è un istituto di formazione militare, parte dell'Aeronautica Militare e con sede a Firenze, nell'edificio della scuola di guerra aerea, esempio di architettura razionalista italiana, eretto da Raffaello Fagnoni. Prende il nome dal generale Giulio Douhet, uno dei teorici mondiali dell'impiego militare dell'aeronautica.
Sebbene l'istituto sia dedicato alla formazione militare e legato al volo, ogni allievo è libero dopo il conseguimento del diploma di intraprendere la carriera civile o militare.

## Storia
La Scuola è nata, dal punto di vista legislativo, il 15 maggio 2006 con decreto ministeriale dello stesso anno, il numero 212. Il primo anno scolastico venne ufficialmente aperto il 13 novembre dello stesso anno, sotto il comando del colonnello Roberto Zago, con la cerimonia della consegna dei primi spadini ai primi allievi del Corso Astro. Gli spadini in questa prima occasione vennero consegnati dagli allievi delle preesistenti scuole militari italiane, e cioè la scuola militare "Nunziatella" di Napoli, la Scuola navale militare "Francesco Morosini" di Venezia e la Scuola militare "Teulié" di Milano. A partire dal 15 novembre 2007 con la consegna dello spadino da parte del Corso Astro al Corso Bora si tramanda la tradizione che nel mese di novembre di ogni anno gli allievi al secondo anno di frequenza consegnano l'emblema a quelli del primo.
Il 12 maggio 2007 in occasione del primo giuramento solenne alla Repubblica l'ammiraglio Giampaolo Di Paola, allora Capo di stato maggiore della Difesa, ha consegnato nelle mani del primo comandante della Scuola, colonnello Roberto Zago, la bandiera di guerra.
In campo sportivo la Scuola militare aeronautica "Giulio Douhet" si è aggiudicata nel 2009, a soli tre anni dalla sua fondazione, la quarta edizione dei Giochi Sportivi Interscuole Militari
,con ricorrenza biennale che prevede la partecipazione dei migliori atleti delle quattro scuole militari italiane,  svoltisi dal 6 all'8 marzo 2009 nella città di Firenze. Annualmente la scuola partecipa a varie manifestazioni sportive, agonistiche e non, tra le quali spiccano i Giochi Sportivi Studenteschi, a cui partecipano tutte le scuole della provincia di Firenze, dove il 14 maggio 2010 presso lo stadio Luigi Ridolfi di Firenze, in occasione della finale provinciale di atletica leggera categoria Juniores, ha conquistato il primo posto nella classifica provinciale maschile per istituti dopo aver raccolto lusinghieri risultati individuali come sette medaglie su otto gare individuali, ripartite in quattro medaglie d'argento (nei 100 m, nei 1000 m piani, nel salto in alto e nel getto del peso), tre medaglie di bronzo (nei 110 metri ostacoli, nei 300 metri piani e nel salto in lungo), a cui va sommato il primo posto nella staffetta 4x100 metri piani..
Nel 2014 la squadra femminile di atletica si classifica al primo posto nella competizione di corsa campestre prima a livello provinciale, poi regionale, qualificandosi di conseguenza per la fase nazionale per la prima volta nella storia della Scuola Douhet. Lo stesso risultato è conseguito nuovamente nel 2016.
Nel novembre del 2008 si è avviato un dibattito presso il Senato della Repubblica 4ª Commissione difesa, per far riservare una percentuale di posti nei concorsi per le accademie militari ai diplomati nelle scuole militari e nel gennaio 2009 è stato decretato che a partire dal concorso del 2009, gli allievi della scuola militare hanno una percentuale del 20% di posti riservati sul numero di posti previsto per ogni ruolo per l'Accademia Aeronautica di Pozzuoli, mentre hanno il 10% dei posti per l'esercito per l'Accademia Militare di Modena insieme agli allievi del Morosini, il 10% dell'Accademia Navale di Livorno insieme agli allievi delle scuole militari dell'Esercito e concorrono con le altre scuole militari italiane per la riserva del 30% per il concorso allievi ufficiali dei Carabinieri.
A partire dall'anno scolastico 2009/2010 con il Corso Dardo sonno ammessi alla Scuola anche cittadini di sesso femminile. Nel corso della V edizione dei Giochi Sportivi Interscuole Militari tenutisi a febbraio 2011 a Venezia si è classificata terza vincendo per la seconda volta consecutiva il trofeo di atletica leggera (Firenze 2009, Venezia 2011) e per la terza volta consecutiva la staffetta 4 x 50 m stile libero di nuoto (Milano 2007, Firenze 2009, Venezia 2011)
La Scuola militare aeronautica "Giulio Douhet" si è aggiudicata nel 2017 l'ottava edizione dei Giochi Sportivi Interscuole Militari svoltisi nella città di Firenze, conquistando la coppa di Atletica.
Attualmente vanta nel suo palmares due edizioni vinte al pari delle altre tre scuole militari italiane, eccetto la Scuola Navale Militare "Francesco Morosini", la quale ha vinto tre edizioni.

## Gli Allievi
Gli allievi contraggono una ferma volontaria di tre anni nell'Aeronautica Militare al compimento del 16º anno di età e svolgono attività aeronautiche e militari per favorire un loro futuro eventuale inserimento in servizio permanente effettivo nelle Forze armate italiane, proseguendo gli studi presso l'Accademia Aeronautica in special modo.
L'accesso avviene tramite concorso pubblico bandito ogni anno e rivolto a cittadini italiani di entrambi i sessi che abbiano compiuto 15 anni entro la fine dell'anno precedente, che non abbiano superato il 17° e che siano in grado di conseguire alla fine dell'anno scolastico in corso l'idoneità all'ammissione al 1° liceo classico o al 3° liceo scientifico, negli ultimi anni si può accedere anche da un 2º anno da qualsiasi altro indirizzo, attraverso un esame. Non saranno, pertanto, ammessi a concorrere i giovani che hanno conseguito detta idoneità al termine di anni scolastici precedenti.

## Attività

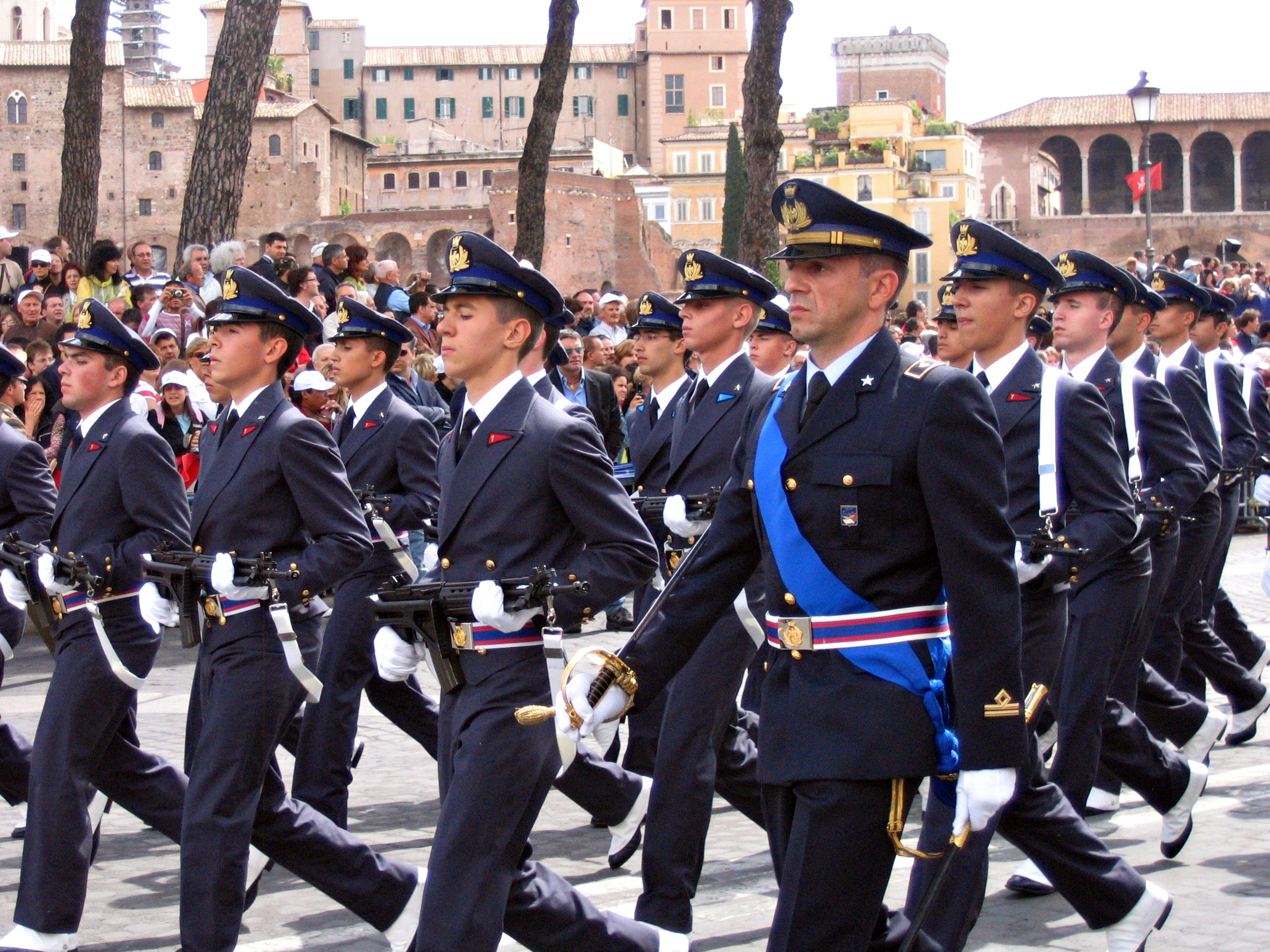
Gli allievi in parata. In primo piano un ufficiale dell'Aeronautica Militare addetto all'inquadramento.

Ogni allievo possiede il proprio spadino, emblema dei cadetti militari di ogni forza armata italiana che, assieme alle stellette, simbolo del militare, li contraddistingue dai loro coetanei civili.
I corsi di studio includono l'istruzione formale militare che permetterà agli allievi di partecipare alla parata del 2 giugno in occasione della Festa della Repubblica Italiana sui Fori Imperiali a Roma, nonché alle molteplici cerimonie distribuite durante tutto l'anno a Firenze e non. Tra queste la cerimonia più importante è il Giuramento solenne di fedeltà alla Repubblica Italiana che si celebra solitamente durante il primo anno di corso nei mesi di aprile-maggio sul Piazzale Bandiera dell'Istituto di Scienze Militari Aeronautiche.
Nel corso dei tre anni vengono effettuate inoltre visite ai reparti operativi dell'Aeronautica Militare tra i quali al primo anno spiccano la 46ª Aerobrigata di Pisa, dotata dei cargo C-27 Spartan e C-130 Hercules, e il 4º Stormo di Grosseto, dotato dei caccia Eurofighter Typhoon. Nel corso del terzo anno di studi viene effettuato un viaggio di istruzione, più lungo delle normali visite presso basi militari, che può essere diretto verso l'estero, ad esempio come quello in Grecia nel 2010 del Corso Astro al duplice scopo di rafforzare i legami tra l'Aeronautica Militare Italiana e l'Aeronautica Militare Ellenica (in greco Ελληνική Πολεμική Αεροπορία?) ed espandere gli orizzonti culturali degli allievi all'ultimo anno di frequenza.
Per perfezionare le tecniche di sopravvivenza i primi due anni gli allievi partecipano ad un campo invernale, nell'area del Monte Terminillo, e al termine del secondo anno di corso partecipano anche ad un campo estivo, di norma presso l'aeroporto di Alghero. Parimenti al termine del primo e del secondo anno scolastico gli allievi partecipano ad attività finalizzate alla familiarizzazione con il volo, mentre durante l'anno ricevono insegnamenti di carattere militare riguardanti il Testo Unico dell'Ordinamento militare contenente il vecchio RDM, regolamento di disciplina militare, il CPM, codice penale militare, nonché lezioni di educazione civica quali l'organizzazione dello Stato e della Difesa. Per assicurare l'attività aeronautica, viene svolta annualmente attività di volo su aliante presso l'Aeroporto Militare Barbieri di Guidonia in provincia di Roma.
Nell'arco dei tre anni ogni allievo deve conseguire (qualora non ancora posseduti) la certificazione ICDL Full (International Certification of Digital Literacy), la patente europea per l'uso del computer previo il superamento di tutti i sette moduli che lo compongono, nonché la certificazione internazionale PET (Preliminary English Test) oppure FCE (First Certificate in English), riguardante la conoscenza della lingua inglese.

### Giornata tipo dell'allievo
Gli allievi vivono presso la Scuola da un giorno variabile dal 1º al 7 di settembre (per il primo corso, altresì dal 10 di settembre per secondo e terzo corso) al 10 giugno, a parte le vacanze scolastiche, le libere uscite, i corsi di sopravvivenza, i viaggi di istruzione ed i permessi a casa.
Alle 06:25 (la domenica alle 07.30) suona la sveglia e l'allievo deve prepararsi rapidamente, facendo il cubo degli effetti letterecci e svolgendo le pratiche di igiene personale (la prima adunata di norma è alle ore 06:40). Dopo la cerimonia dell'alzabandiera sul Piazzale Bandiera (che avviene intorno alle 7:05) e la colazione a mensa (7:15-7:25), gli allievi raggiungono le aule ubicate nella Palazzina Italia dove seguono ogni mattina dal lunedì al sabato le lezioni curricolari impartite da docenti civili. Le lezioni iniziano alle 7:40 e sono articolate in 6 ore da 50 minuti. Al termine delle lezioni (ore 13.45), dopo la cerimonia lettura comunicazioni, c'è il pranzo, a volte un altro paio di ore scolastiche, le attività extra-curricolari come sport, istruzione formale, conferenze, visite guidate e tra le 17 e 20 lo studio pomeridiano.
Alle 22:30 quando suona il silenzio (il sabato alle 23:30), si dorme e si chiude così la giornata.

## I corsi
Ogni anno viene incorporato un nuovo corso, formato solitamente da 38 allievi, che manterrà la denominazione di Primo Corso fino al giorno del giuramento solenne alla Repubblica Italiana quando verrà battezzato con un nome che lo accompagnerà per tutta la durata degli studi come Astro, Bora, Crono, Dardo. Ad ogni corso viene assegnato un colore caratteristico ruotando tra i quattro colori presenti nello stemma araldico dell'Aeronautica Militare ossia il giallo, il rosso, il verde e il blu. Di conseguenza il corso Astro è contraddistinto dal giallo, il Bora dal rosso, il Crono dal verde, il Dardo dal blu e con lo stesso ordine l'assegnazione sarà ripetuta per i corsi successivi.

### Elenco dei corsi con i relativi motti
(tra parentesi l'anno di ingresso)
1. Astro - (2006) - Multi radii una lux  (Molti raggi, una luce)
2. Bora - (2007) - Venti vigor, animi rigor  (La forza del vento, il rigore dell’animo)
3. Crono - (2008) - Tempus edax firma virtus  (Il tempo vorace, fermo valore)
4. Dardo - (2009) - Tela iacta, sidera capta  (I dardi gettati, le stelle catturate)
5. Espero - (2010) - Primi coeli ante omnia  (I primi del cielo, prima di tutte le cose)
6. Fides - (2011) - Fulgor tonat, fervor resonat  (La folgore tuona, l'ardore rimbomba)
7. Ghibli - (2012) - Primae favillae fati lucentis  (Le prime scintille di un destino brillante)
8. Iris - (2013) - Orti tempestate, moti integritate  (Nati dalla tempesta e spinti alla perfezione)
9. Lyra - (2014) - Fidium cantus erus sortis (L’armonia delle corde padrona del destino)
10. Mito - (2015) - Animo pugnamus, ingenio dominamus (Con il cuore combattiamo, con la mente dominiamo)
11. Nadir - (2016) -  Aestus nitor lumen noctem (Lo splendore dell'ardore è luce nella notte)
12. Omega - (2017) - Corde ardentes, finem frangentes (Ardenti nel cuore, infrangendo l’ultimo limite)
13. Perseo - (2018) - Mente tenax via caelestem (locum)  (Tenace con la mente sulla via verso lo spazio del cielo)
14. Rigel - (2019) - Honeste vivimus, honestius vincimus[5](Con onore viviamo, con più onore vinciamo)
15. Sirio - (2020) - Splendor visus signum potentiae (Lo splendore dello sguardo segno di potenza)
16. Taurus - (2021) - Alis passis, viis factis (Ali spiegate, strade spianate)
17. Ursa - (2022) - Spes noctis rector caeli (Speranza della notte guida del cielo)
18. Vega - (2023) - Iudex coelis, lumen Moris (giudice nei cieli, luce nell'ideale)
19. Zenit - (2024) - Excelsior caelo ignis aeternus (più alta del cielo, la fiamma eterna)

## Selezioni
Nei mesi di Febbraio-Marzo di ogni anno viene pubblicato di norma il bando di concorso per l'accesso alla Scuola e i primi di maggio si svolgono le preselezioni attraverso la prova scritta di selezione culturale (questionario con 60 domande a risposta multipla sulle materie curricolari del liceo classico e del liceo scientifico) presso l'Aeroporto Militare Barbieri di Guidonia (RM) e gli accertamenti psicofisici presso l'Istituto Medico Legale "Di Loreto" a Roma in via Pietro Gobetti n°2 (nei pressi di Palazzo Aeronautica).
Saranno considerati idonei alla suddetta prova scritta di selezione culturale i candidati che avranno riportato un punteggio totale non inferiore a 30/60 e che avranno risposto correttamente almeno al 50% delle domande relative alle materie che, tra quelle oggetto di valutazione sono ritenute fondamentali per il corso di studi prescelto ovvero:
a) italiano, latino e greco per il liceo classico;
b) italiano, matematica e scienze per il liceo scientifico.
Il punteggio riportato nella prova, espresso in sessantesimi, sarà utile ai fini della formazione delle graduatorie di cui al e sarà affisso all'albo del Centro di selezione di Guidonia. Tale pubblicazione avrà valore di notifica a tutti gli effetti e per tutti i concorrenti. Saranno convocati a sostenere le ulteriori prove del concorso i candidati risultati idonei classificatisi nelle predette graduatorie entro i seguenti limiti numerici:
a) i primi 80 (relativamente al concorso 2011-2012)  per il liceo classico;
b) i primi 80 (relativamente al concorso 2011-2012)  per il liceo scientifico.
A tali prove saranno, anche, ammessi i candidati che nella rispettiva graduatoria avranno riportato lo stesso punteggio del candidato risultato idoneo classificatosi all'ultimo posto utile per l'ammissione alle successive prove.
Durante la seconda metà del mese di giugno i candidati idonei parteciperanno a un tirocinio all'interno della Scuola, o in altra sede, di circa 5 giorni dove dovranno attenersi alle norme disciplinari di vita interna della Scuola previste per gli allievi della Scuola militare aeronautica “Giulio Douhet” e fruiranno di vitto e alloggio offerto dall'Amministrazione. Nel corso del suddetto periodo i concorrenti affronteranno gli accertamenti attitudinali e le prove fisiche previste dal concorso ossia 800 m piani, 100 m piani e flessioni addominali.
Le attività svolte durante il tirocinio saranno finalizzate ad accertare il possesso dei requisiti necessari ad assicurare un soddisfacente e proficuo inserimento nella vita e nelle attività della Scuola militare aeronautica, con particolare riferimento al possesso delle seguenti qualità:
1) inclinazione ed adattabilità alla vita della Scuola militare aeronautica in termini di motivazione, senso della disciplina e capacità d'integrazione;
2) fluidità di espressione, rapidità ed efficacia dei processi cognitivi;
3) attitudine per le attività specifiche riferite al peculiare contesto e predisposizione allo studio;
4) efficienza fisica compatibile con le attività della Scuola militare aeronautica.
I candidati risultati idonei nella prova scritta di selezione culturale, negli accertamenti psicofisici e nell'accertamento attitudinale e che avranno conseguito l'ammissione alla classe superiore saranno iscritti in due distinte graduatorie, una per gli aspiranti al liceo classico ed una per gli aspiranti al liceo scientifico, nell'ordine determinato dalla somma del
punteggio conseguito nella prova scritta di selezione culturale e dalla media dei voti, riportata in sessantesimi, conseguiti in sede di valutazione/i intermedia/e e finale relative all'anno scolastico in cui hanno ottenuto l'ammissione alla prima classe del liceo classico o alla terza classe del liceo scientifico (escluso il voto relativo alla religione).

## Comandanti
1. 2006 colonnello ruolo delle armi Roberto Zago
2. 2008 colonnello pilota Filippo Caroselli
3. 2010 colonnello ruolo delle armi Giorgio Baldacci
4. 2012 colonnello navigatore Claudio Icardi
5. 2015 colonnello pilota Michele Buccolo
6. 2017 colonnello ruolo delle armi Prisco Antonio Monaco
7. 2019 colonnello ruolo delle armi Davide Rosellini
8. 2022 colonnello pilota Massimiliano Macioce
9. 2024 colonnello ruolo delle armi Mauro Nazzi